# Talpa occidentalis
Taupe ibérique, Taupe d'Espagne
Espèce
Statut de conservation UICN

 LC  : Préoccupation mineure
Répartition géographique
La Taupe ibérique (Talpa occidentalis), également appelée Taupe d'Espagne, est une espèce de mammifères soricomorphes de la famille des Talpidés (Talpidae). Cette taupe ne se rencontre que dans la péninsule Ibérique.

## Distribution

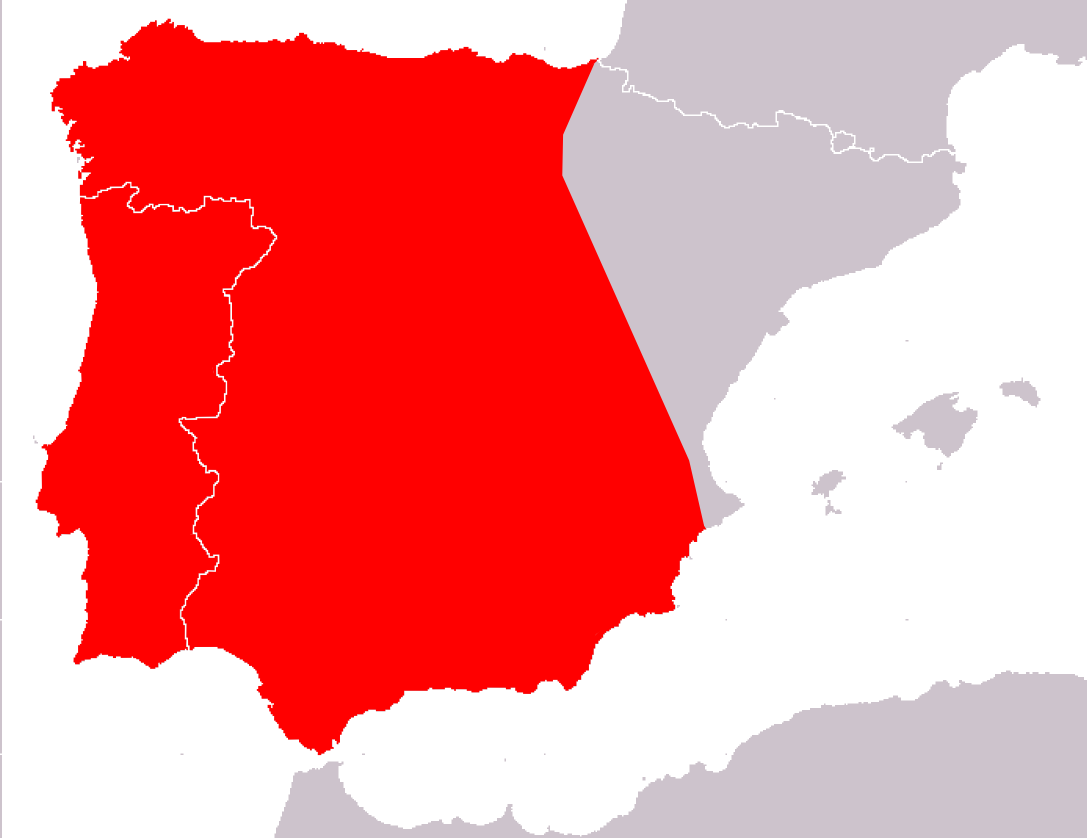
Carte de répartition dans la péninsule Ibérique.

Cette espèce est originaire d'Espagne et du Portugal.

## Classification
Classification plus détaillée selon le Système d'information taxonomique intégré (SITI ou ITIS en anglais) :
 Règne : Animalia ; sous-règne : Bilateria ; infra-règne : Deuterostomia ; Embranchement : Chordata ; Sous-embranchement : Vertebrata ; infra-embranchement : Gnathostomata ; super-classe : Tetrapoda ; Classe : Mammalia ; Sous-classe : Theria ; infra-classe : Eutheria ; ordre : Soricomorpha ; famille des Talpidae ; sous-famille des Talpinae ; tribu des Talpini ; genre Talpa.
Traditionnellement, les espèces de la famille des Talpidae sont classées dans l'ordre des Insectivores (Insectivora), un regroupement qui est progressivement abandonné au XXIe siècle.
Cette espèce a été décrite pour la première fois en 1907 par le zoologiste espagnol Ángel Cabrera (1879-1960).

### Publication originale
- Cabrera, 1907 : « Three new Spanish insectivores ». Annals and magazine of natural history, ser. 7, vol. 20, p. 212-215 (texte intégral).

### Synonyme
Cette taupe a d'abord été considérée comme étant une sous-espèce de Talpa caeca : 
- Talpa caeca occidentalis Cabrera, 1907[3]